# Vançais
Vançais – miejscowość i gmina we Francji, w regionie Nowa Akwitania, w departamencie Deux-Sèvres.
Według danych na rok 1990 gminę zamieszkiwały 282 osoby, a gęstość zaludnienia wynosiła 17 osób/km² (wśród 1467 gmin regionu Poitou-Charentes Vançais plasuje się na 729. miejscu pod względem liczby ludności, natomiast pod względem powierzchni na miejscu 512.).